# Malo kingi
Malo kingi o el asesino de reyes común es una especie de medusa Irukandji. Se describió por primera vez a la ciencia en 2007 y es una de las cuatro especies del género Malo. Tiene uno de los venenos más potentes del mundo, y su tamaño no es más grande que la uña del pulgar humano. Como una medusa Irukandji, puede causar el síndrome de Irukandji, caracterizado por dolor intenso, vómitos y un aumento rápido de la presión arterial.
Lleva el nombre a partir de Robert King, un turista de los Estados Unidos que nadaba frente al Puerto Douglas, Queensland, que murió a causa de su picadura.

## Anatomía y apariencia
A veces tienen bandas de halo, lo que significa que tienen anillos similares a halos que rodean sus tentáculos. Tienen forma de campana con verrugas de nematocistos de color púrpura claro. La campana es transparente, incolora y tiene una altura de 31 milímetros. También tienen un orificio ostum de nicho rhopaliar en forma de ceño fruncido, orejeras perradiales que tienen dos filas de verrugas, canales velariales palmeados y dos ojos medianos con lentes. Sus cnidos tentaculares primarios tienen forma de maza. Los cuernos ropaliares son cortos, anchos y curvos.

## Rango
Las medusas Malo kingi son locales de Queensland, en Australia. Se encuentra una cantidad muy pequeña de ellas durante el año a fines del verano y principios del invierno. La forma sin halo de las M. kingi se encuentra con más frecuencia que las que tienen forma de halo.

## Toxicidad
Las M. kingi son pequeñas y discretas, pero extremadamente venenosas. Esto hace que sea difícil para las víctimas potenciales verlos antes de que les piquen. La muerte de Robert King es la única prueba de que su veneno es mortal. Ha habido otros incidentes de dichas medusas picando a la gente. Lisa-Ann Gershwin, asesora de aguijones marinos australianos, fue picada mientras las estudiaba. Le picaron las dos manos, que le ampollaron mucho. Una semana después, varias capas de su piel se desprendieron. Según Gershwin, una niña también fue picada y experimentó náuseas, dolor intenso e incomodidad. Dado que ha habido diferentes resultados para las personas que han sido picadas, los científicos creen que a medida que M. kingi madura, su veneno se vuelve más fuerte. También creen que las formas sin halo pueden ser menos venenosas.

## Muerte de Robert King
En 2002, el turista estadounidense Robert King fue a Queensland, en Australia. Mientras buceaba, fue picado por una M. kingi. King murió debido a hipertensión inducida por la picadura de medusa y hemorragia intracraneal. Su muerte trajo conciencia sobre dichas medusas y llevó a que se realizaran más investigaciones sobre ellas. La especie fue nombrada Malo kingi en su honor.